# X династия
X династия — одна из династий фараонов, правивших в Древнем Египте во время так называемого Первого переходного периода.
Некоторые исследователи объединяют её с IX династией. Общую династия по месту своего происхождения — Гераклеополю — называют Гераклеопольской или царским домом Хети.

## История
Время правления X династии ориентировочно относят к:
- ? — 2070/40 гг. до н. э. — по Э. Бикерману
- ? — 2025/2020 гг. до н. э. — по Ю. фон Бекерату
- ? — 1980+25 гг. до н. э. — по Э. Хорнунгу, Р. Крауссу и Д. Уорбертону

Основным источником по истории династии является Манефон. Евсевий Кесарийский, ссылаясь на Манефона, указывает, что Х династия правила 185 лет, но согласно извлечениям Юлия Африкана IX и X династии правили в общей сложности всего 185 лет. Это подтверждается археологическими данными.
Разделение фараонов Гераклеопольской династии на IX и X восходит к Манефону, однако такое разделение искусственно, поэтому некоторые исследователи, в частности Юрген фон Беккерат, объединяют их в одну династию.
О фараонах этой династии известно не очень много. Туринский список содержит 18 имён фараонов IX и X династий, не разделяя их. Но из-за сильного повреждения папируса имена фараонов с 10 по 18 прочитать невозможно. Некоторые имена египтологам удалось восстановить по другим источникам.
При первых представителях династии фараоны, согласно Манефону, распространили своё влияние на низовье.
Однако в то же время усиливаются номархи Фив, принявшие титул фараонов. Фиванская династия, получившая название XI династии, распространила свою власть на Южный Египет. В итоге между двумя династиями разгорелась ожесточённая борьба за владычество над всем Египтом. Подробности её практически не известны. Победителем в итоге вышла XI династия. Фиванский фараон Ментухотеп II на 39 году своего правления в Фивах разбил Гераклеопольского фараона, после чего объединил Египет.

## Список фараонов X династии
Согласно Туринскому списку, в IX и X династиях было 18 фараонов. Первые 4 фараона относят к IX династии. Из 14 фараонов X династии полностью не сохранилось ни одного имени. Однако по другим источникам можно восстановить несколько имён.
| Имя                         | Хронология                                                                                                 | Хронология                                                                                    | Примечание |
| Имя                         | Э. Хорнунг, Р. Краусс, Д. Уорбертон                                                                        | Ю. фон Бекерат                                                                                | Примечание |
| Хети III (предположительно) | В хронологии Э. Хорнунга, Р. Краусса, Д. Уорбертона нет данных о количестве фараонов и годах их правления. | Ю. фон Бекерат объединяет эту династию с IX-ой, и указывает для обеих 18 фараонов (без имён). | В Туринском списке его имя прочитать невозможно (сохранилось только -ра), но сохранилась приписка: «сын Неферкара». У Манефона известен под именем Ахтой III и назван основателем X династии. Правил не менее 20 лет, при нём Гераклеопольская династия достигла наивысшего могущества. Смог распространить свою власть на всё низовье Египта, восстановил иригационную систему и перенёс столицу в Мемфис. Считается автором «Поучения гераклеопольского царя своему сыну Мерикара». |
| Мерикара Хети               | В хронологии Э. Хорнунга, Р. Краусса, Д. Уорбертона нет данных о количестве фараонов и годах их правления. | Ю. фон Бекерат объединяет эту династию с IX-ой, и указывает для обеих 18 фараонов (без имён). | В Туринском списке сохранилась только часть его имени (Мер...-ра Хети). Сын Хети IV. Воевал с фиванскими фараонами в союзе с номархом Сиута Хети II. Построил пирамиду в Саккаре. |
| Шед...                      | В хронологии Э. Хорнунга, Р. Краусса, Д. Уорбертона нет данных о количестве фараонов и годах их правления. | Ю. фон Бекерат объединяет эту династию с IX-ой, и указывает для обеих 18 фараонов (без имён). | Имя частично сохранилось в Туринском списке. |
| Хе...                       | В хронологии Э. Хорнунга, Р. Краусса, Д. Уорбертона нет данных о количестве фараонов и годах их правления. | Ю. фон Бекерат объединяет эту династию с IX-ой, и указывает для обеих 18 фараонов (без имён). | Имя частично сохранилось в Туринском списке. |
| Небкара Хети                | В хронологии Э. Хорнунга, Р. Краусса, Д. Уорбертона нет данных о количестве фараонов и годах их правления. | Ю. фон Бекерат объединяет эту династию с IX-ой, и указывает для обеих 18 фараонов (без имён). | Известен по надписи на камне в Тэль-эль-Ратабе и по «Повести о красноречивом крестьянине». |